# Dubuque (Iowa)
 (février 2025).
Pour les articles homonymes, voir Dubuque.
La ville de Dubuque (en anglais [dəˈbjuːk]) est le siège du comté de Dubuque, dans l’État de l’Iowa, aux États-Unis. Dubuque est située le long du Mississippi, à la frontière de l'Illinois et du Wisconsin. Elle a été fondée par Julien Dubuque. Dubuque comptait 59 667 habitants en 2020.
La crise agricole frappe la ville dans les années 80. Après une période de déclin, dans les années 90 elle connaît une phase de développement économique et touristique comme en témoigne le Bee Branch Creek ou le Port of Dubuque.

## Musées
Dubuque possède le National Mississippi River Museum & Aquarium. Ce musée, consacré uniquement au Mississippi, expose toutes les richesses biologiques et naturelles de ce fleuve.
La drague William M. Black est un navire-musée arrimé à Dubuque, ouvert aux visites.

## Éducation
- Loras College, fondé en 1839

## Transports
La ville est desservie par un aéroport (Dubuque Regional Airport, code AITA : DBQ, code OACI : KDBQ), le troisième de l’Iowa en importance.

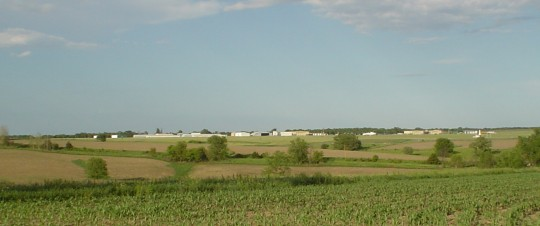
L’aéroport de Dubuque

Le pont Julien-Dubuque qui franchit le Mississipi est un pont en arc en treillis. Inauguré en 1943, ce pont routier se trouve sur la U.S. Route 20  qui traverse les Etats-Unis du Nord-Ouest jusqu'à la Nouvelle-Angleterre, à l'est. Le pont est considéré comme un monument remarquable.

## Archevêché
- Archidiocèse de Dubuque
- Liste des évêques et archevêques de Dubuque
- Cathédrale Saint-Raphaël de Dubuque

## Personnalités liées à la ville

### Naissance à Dubuque
- John Graas (1917-1962), musicien de jazz
- David Drake (1945-2023), auteur de romans de fantasy et de science-fiction
- Kate Mulgrew (1955-), actrice
- Tucker Poolman (1993-), hockeyeur professionnel

### Autres
- Mathias Loras est mort à Dubuque en 1858.
- Mary Kenneth Keller, religieuse et informaticienne, morte à Dubuque
- Tom Miller, procureur général, y a grandi et fait ses études

## Source
- (en) Cet article est partiellement ou en totalité issu de l’article de Wikipédia en anglais intitulé « Dubuque, Iowa » (voir la liste des auteurs).